# Olivier Deman
Olivier Deman (Amberes, 6 de abril de 2000) es un futbolista belga que juega en la demarcación de centrocampista para el Werder Bremen de la 1. Bundesliga.

## Selección nacional
Tras jugar en la selección de fútbol sub-21 de Bélgica, finalmente hizo su debut con la selección de fútbol de Bélgica el 20 de junio de 2023 en un partido de clasificación para la Eurocopa 2024 contra Serbia que finalizó con un resultado de 0-3 a favor del combinado belga tras los goles de Johan Bakayoko y un doblete de Romelu Lukaku.

## Clubes
| Club                         | País     | Año       | Partidos | Goles |
| ---------------------------- | -------- | --------- | -------- | ----- |
| Círculo de Brujas            | Bélgica  | 2019-2023 | 93       | 4     |
| Werder Bremen                | Alemania | 2023-2025 | 40       | 2     |
| Royal Antwerp F. C. (cedido) | Bélgica  | 2025      | 23       | 0     |
| Werder Bremen                | Alemania | 2025-     |          |       |